# Eusarsiella disparalis
Eusarsiella disparalis är en kräftdjursart som först beskrevs av John Darby 1965.  Eusarsiella disparalis ingår i släktet Eusarsiella och familjen Sarsiellidae. Inga underarter finns listade i Catalogue of Life.